# 963

## Починали
- Роман II, император на Византия